# Patty Kempner
Pour les articles homonymes, voir Kempner (homonymie).
Patricia Kempner, dite Patty Kempner, née le 24 août 1942 à Augusta, est une nageuse américaine, spécialiste des courses de brasse.

## Carrière
Étudiante à l'Université d'Arizona, Patty Kempner dispute à l'âge de 17 ans les Jeux panaméricains de 1959, remportant la médaille d'argent en 200 mètres brasse. Elle se présente ensuite aux Jeux olympiques de 1960 à Rome. Elle est sacrée championne olympique en relais 4 × 100 mètres 4 nages et termine septième de l'épreuve de 200 mètres brasse.